# Simfonija br. 3 (Betoven)
Simfonija broj 3, Es - Dur, opus 55, Eroika, Ludviga van Betovena.
Nastala je tokom 1803. i 1804. godine. Premijerno je izvedena u Beču 7. aprila 1805. godine, u organizaciji tada istaknutog Bečkog violiniste i koncertmajstora Franca Klementa.
Bila je pravi bum u simfonijskoj muzici toga vremena. Imala je do tada najduže vreme trajanja i značajno proširen, ali veoma jedinstven sonatni stav. Simfonija je prosečnog trajanja oko 49 minuta.
Priča o njenom nastanku veoma je poznata. Prvobitno je bila zamišljena kao oda Napoleonu, za koga se do samokrunisanja za cara verovalo da pronosi Evropom ideje francuske revolucije. Napoleon je nakon tog fatalnog 31. marta 1804. godine kao car pošao putem zavojevanja i tiranije, što je slobodoljubivog i do srži demokratiji naklonjenog Betovena nateralo da delo preradi u veliku simfoniju, dajući joj moto U spomen na jednog velikog heroja.

## Forma i analiza
Jedinstvo i širina klasičnog sonatnog stava su posebno vidljivi u prvom stavu, Allegro con brio. Počinje sa dva snažna udara u čitavom orkestru, a zatim se snažno razvijaju prva i druga tema sonatnog stava, evocirajući nam idealnog heroja i njegovu borbu. Veoma je opsežan razvojni deo koji sa efektnim kontrastima forte-piano, razrađuje teme ekspozicije. Repriza, oko koje se Betoven dvoumio zbog dužine razvojnog dela, majstorski ponavlja teme i uvodi u najpre patetičnu i na kraju efektnu kodu.
Drugi stav, Adagio assai je najmonumentalniji (pre Gustava Malera) i u muzičkoj literaturi jedinstven posmrtni marš. Upravo je on to sećanje na jednog velikog heroja. U njemu se, kroz formu od tri bočna dela i dva trija, muzika u ritmu procesije i marša postepeno kuva, dostiže veoma bolnu kulminaciju, izjada se i ispovedi, a na kraju zamire, kao poslednji znak života velikog heroja.
Treći stav, Allegro vivace, je već ustaljeni skerco u simfonijskoj muzici. Umesto dotadašnjeg menueta, koga Betoven zamenjuje (u svojoj prethodnoj, Drugoj simfoniji), skercom. To je zapravo, ubrzani menuet. U Eroici, treći stav je jedna groteska, igra senki, koja u svom predahu, triju, ima karakteristične fanfare tri, ponekad pet, horni.
Finalni stav, Allegro molto, donosi razrešenje. Kroz uvodnu temu i jedanaest varijacija (to je oblik kojim se Betoven rado služio u svom stvaralaštvu), prikazuje nam se konačna pobeda velikog heroja, pobeda dobra nad zlim. Konačnu potvrdu, ona dobija u završnoj kodi, u tempu Presto, karaktera ditiramba.
I kao što je bila sudbina brojnih drugih velikih dela, ni ova simfonija nije u početku nailazila na razumevanje. Ipak, ona je kao dragocena partitura i udžbenik orkestarskog zvuka, puna dva veka redovno prisutna na programima koncerata svih simfonijskih ansambala sveta. Jedna koincidencija: ova simfonija, koja je dala ovom muzičkom rodu nov razvojni tok, napisana je upravo u vreme, godini, izbijanja Prvog srpskog ustanka.

## Spoljašnje veze
- George, Christopher T. (decembar 1998). „The Eroica Riddle: Did Napoleon Remain Beethoven's "Hero?"”. Beethoven: Letters, Journals and Conversations. Napoleonic Scholarship: The Journal of the International Napoleonic Society. 1. ISBN 978-0-8371-9899-6.
- Symphony No. 3 is available in PDF format created from MuseData.
- Symphony No. 3: Песме на сајту IMSLP (језик: енглески)

- Mediji:
  - Eroica website
  - Discovering Music
  - The Eroica Effect
  - Symphony No. 3